# Reprezentacja Nigerii w piłce nożnej kobiet
Reprezentacja Nigerii w piłce nożnej kobiet – reprezentacja Nigerii piłkarek nożnych, sterowana przez Nigeria Football Federation. Jest powoływana przez selekcjonera, w niej występować mogą wyłącznie zawodniczki posiadające obywatelstwo nigeryjskie.
Największymi sukcesami reprezentacji jest 11-krotne zdobycie złota na mistrzostwach Afryki (1991, 1995, 1998, 2000, 2002, 2004, 2006, 2010, 2014, 2016, 2018), a także ćwierćfinał na mistrzostwach świata (1999).

## Udział w turniejach międzynarodowych

### Mistrzostwa świata
Dotychczas reprezentacji Nigerii kobiet 8 razy udało się awansować do finałów mistrzostw świata. W 1999 dotarła do ćwierćfinału. 
| Rok   | Runda            | Pozycja | M  | W | R | P  | GZ | GS |
| ----- | ---------------- | ------- | -- | - | - | -- | -- | -- |
| 1991  | Faza grupowa     | 10      | 3  | 0 | 0 | 3  | 0  | 7  |
| 1995  | Faza grupowa     | 11      | 3  | 0 | 1 | 2  | 5  | 14 |
| 1999  | Ćwierćfinał      | 7       | 4  | 2 | 0 | 2  | 8  | 12 |
| 2003  | Faza grupowa     | 15      | 3  | 0 | 0 | 3  | 0  | 11 |
| 2007  | Faza grupowa     | 13      | 3  | 0 | 1 | 2  | 1  | 4  |
| 2011  | Faza grupowa     | 9       | 3  | 1 | 0 | 2  | 1  | 2  |
| 2015  | Faza grupowa     | 21      | 3  | 0 | 1 | 2  | 3  | 6  |
| 2019  | 1/8 finału       | 16      | 4  | 1 | 0 | 3  | 2  | 7  |
| Razem | Turniejów finał. | 8/8     | 26 | 4 | 3 | 19 | 20 | 63 |

### Igrzyska Olimpijskie
Piłkarki Nigerii trzykrotnie zakwalifikowały się na turniej finałowy Igrzysk Olimpijskich. Najwyższe osiągnięcie to ćwierćfinał w 2004 roku. 
| Rok   | Runda                             | M                                 | W                                 | R                                 | P                                 | GZ                                | GS                                |                                   |
| ----- | --------------------------------- | --------------------------------- | --------------------------------- | --------------------------------- | --------------------------------- | --------------------------------- | --------------------------------- | --------------------------------- |
| 1996  | Nie zakwalifikowała się           | Nie zakwalifikowała się           | Nie zakwalifikowała się           | Nie zakwalifikowała się           | Nie zakwalifikowała się           | Nie zakwalifikowała się           | Nie zakwalifikowała się           | Nie zakwalifikowała się           |
| 2000  | Faza grupowa                      | 3                                 | 0                                 | 0                                 | 3                                 | 3                                 | 9                                 |                                   |
| 2004  | Ćwierćfinał                       | 3                                 | 1                                 | 0                                 | 2                                 | 3                                 | 4                                 |                                   |
| 2008  | Faza grupowa                      | 3                                 | 0                                 | 0                                 | 3                                 | 1                                 | 5                                 |                                   |
| 2012  | Nie zakwalifikowała się           | Nie zakwalifikowała się           | Nie zakwalifikowała się           | Nie zakwalifikowała się           | Nie zakwalifikowała się           | Nie zakwalifikowała się           | Nie zakwalifikowała się           | Nie zakwalifikowała się           |
| 2016  | Nie zakwalifikowała się           | Nie zakwalifikowała się           | Nie zakwalifikowała się           | Nie zakwalifikowała się           | Nie zakwalifikowała się           | Nie zakwalifikowała się           | Nie zakwalifikowała się           | Nie zakwalifikowała się           |
| 2020  | Eliminacje jeszcze nie rozgrywane | Eliminacje jeszcze nie rozgrywane | Eliminacje jeszcze nie rozgrywane | Eliminacje jeszcze nie rozgrywane | Eliminacje jeszcze nie rozgrywane | Eliminacje jeszcze nie rozgrywane | Eliminacje jeszcze nie rozgrywane | Eliminacje jeszcze nie rozgrywane |
| Razem | 3/6                               | 9                                 | 1                                 | 0                                 | 8                                 | 7                                 | 18                                |                                   |

### Mistrzostwa Afryki
Nigeryjskiej drużynie 13 razy udało się zakwalifikować do finałów Pucharu Narodów Afryki. 11-krotnie zdobywała tytuł mistrza.
| Rok   | Runda      | M  | W  | R | P | GZ  | GS |
| ----- | ---------- | -- | -- | - | - | --- | -- |
| 1991  | Mistrz     | 6  | 6  | 0 | 0 | 20  | 2  |
| 1995  | Mistrz     | 6  | 6  | 0 | 0 | 27  | 2  |
| 1998  | Mistrz     | 5  | 5  | 0 | 0 | 28  | 0  |
| 2000  | Mistrz     | 5  | 4  | 1 | 0 | 19  | 2  |
| 2002  | Mistrz     | 5  | 4  | 0 | 1 | 15  | 2  |
| 2004  | Mistrz     | 5  | 4  | 1 | 0 | 18  | 2  |
| 2006  | Mistrz     | 5  | 5  | 0 | 0 | 18  | 2  |
| 2008  | 3. miejsce | 5  | 1  | 3 | 1 | 3   | 3  |
| 2010  | Mistrz     | 5  | 5  | 0 | 0 | 19  | 4  |
| 2012  | 4. miejsce | 5  | 3  | 0 | 2 | 8   | 4  |
| 2014  | Mistrz     | 5  | 5  | 0 | 0 | 16  | 3  |
| 2016  | Mistrz     | 5  | 4  | 1 | 0 | 13  | 1  |
| 2018  | Mistrz     | 5  | 2  | 2 | 1 | 10  | 1  |
| Razem | 13/13      | 67 | 54 | 8 | 5 | 214 | 28 |

### Igrzyska afrykańskie
Reprezentacja kraju dwukrotnie triumfowała w rozgrywkach Igrzysk afrykańskich.
| Rok   | Runda                   | M  | W  | R | P | GZ | GS |
| ----- | ----------------------- | -- | -- | - | - | -- | -- |
| 2003  | Mistrz                  | 5  | 5  | 0 | 0 | 17 | 1  |
| 2007  | Mistrz                  | 4  | 3  | 1 | 0 | 14 | 2  |
| 2011  | Nie zakwalifikowała się | 0  | 0  | 0 | 0 | 0  | 0  |
| 2015  | 4. miejsce              | 5  | 2  | 0 | 3 | 11 | 7  |
| Razem | 3/4                     | 14 | 10 | 1 | 3 | 42 | 10 |